# Nationella Bohdan Chmelnytskyj-universitetet i Tjerkasy

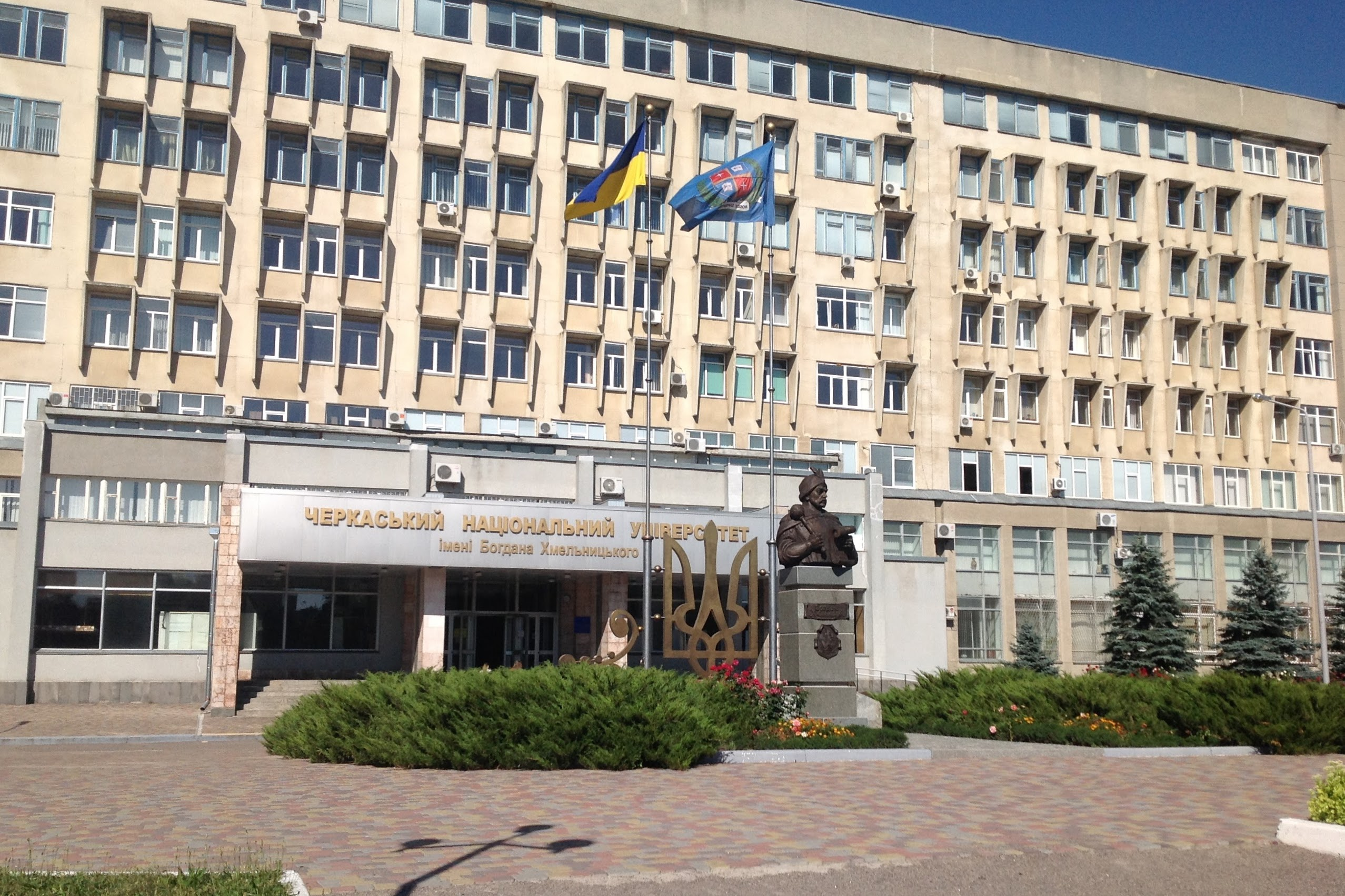
Nationella Bogdan Chmelnitskij-universitetet i Tjerkasy

Nationella Bohdan Chmelnytskyj-universitetet i Tjerkasy (ukrainska: Черкаський національний університет імені Богдана Хмельницького) är ett ukrainskt universitet i staden Tjerkasy. Universitetet är namngivet efter nationalhjälten Bohdan Chmelnytskyj.
Utbildningsinstitutionen bildades 1921 som "Tjerkassy-institutet för nationell utbildning". Det omorganiserades och bytte namn till "Tjerkassys Pedagogiska institut" 1933. Efter en resolution av den ukrainska regeringen bildades 6 oktober 1995 "Nationella Bohdan Chmelnytskyj-universitetet i Tjerkasy".
Universitetet har 14 fakulteter och institutioner och 7 930 inskrivna studenter.

## Fakulteter och institutioner
- Biologiska fakulteten; biologi, ekologi och miljöskydd
- Ekonomiska fakulteten; företagsekonomi, ekonomisk vetenskap, ekonomisk teori, internationell ekonomi, förvaltning av organisationer, redovisning och revision och turism
- Historiska fakulteten; historia, filosofi
- Matematiska institutionen; matematik, tillämpad matematik
- Psykologiska institutionen; psykologi, tillämpad psykologi
- Fakultet för informationsteknik och biomedicinsk cybernetik; Intelligenta beslutsstödjande system, informationssystem för kontroll och teknik, dator miljömässiga och ekonomiska uppföljning, programvaror och system
- Fakulteten för romersk-germansk filologi; engelsk/tysk språk och litteratur
- Fakulteten för ryska studier; rysk språk och litteratur, med studier av ytterligare språk; franska, polska, arabiska
- Fakulteten för ukrainsk litteratur och journalistik; ukrainska språk och litteratur, journalistik, förlagsverksamhet och redigering
- Fysikinstitutionen; fysik, dator-integrerad tillverkning och produktion
- Kemifakulteten; kemi
- Fakulteten för idrott; idrott och fysisk träning
- Fakulteten för utbildning och omskolning av personal; engelsk språk och litteratur, praktisk psykologi, social utbildning, programvaror och system, kompetensutveckling för lärare vid högskolor
- Juridiska fakulteten; juridik

Dessutom finns planer på att öppna en farmaceutisk institution; apotek.